# CCleaner
CCleaner (tidligere Crap Cleaner), er et Freemium program udviklet af Piriform, som bruges til at rense ubrugte filer fra en computer og dens Windows' registreringsdatabase. Ifølge Piriforms hjemmeside er programmet pr. 25. februar 2010 blevet downloadet mere end 400 millioner gange.
Programmet findes på dansk og understøtter følgende styresystemer:
- Windows XP
- Windows Vista
- Windows 7
- Windows 8 / Windows 8.1
- Windows 10
- Windows Server 2003, Windows Server 2008 samt Windows Server 2012